# 非営利型株式会社
非営利型株式会社（ひえいりがたかぶしきがいしゃ、英語：Non-Profit-Company、略称NPC）とは、会社の収益活動によって発生した利益のうち、法定準備金や任意積立金などの内部留保を除いた配当可能な剰余金の全額を、社会的留保となる社会貢献積立金として積み立てる株式会社。特定非営利活動法人(NPO)や一般社団法人が持つ公共性、公益性を担保しつつ、株式会社の迅速な意思決定と責任体制により、持続性の高い事業運営で主に地域の社会的課題の解決に取り組む法人である。

## 特徴
発起人
発起人は、株式会社のため、1名から設立が可能である。通常、社会的課題解決のために設立されるNPO法人は発起人が10名以上、一般社団法人および非営利型一般社団法人が2名以上となっている。日本ではまだ少ないとされる社会起業家にとっては、1名でも設立できる点は、非常に有効である。
利益配当
利益配当については、上記記載の通り、法定準備金や任意積立金などの内部留保を除いた配当可能な剰余金の全額を、社会的留保となる社会貢献積立金として積み立てていく。これにより、非営利型株式会社は、株主への「配当をしない」事業会社となり、収益の配当を行わないNPO法人および一般社団法人、非営利型一般社団法人と同様に、公益性を担保する。
課税優遇
課税優遇ついては、非営利型株式会社は株式会社のため収益事業に対して優遇されない。NPO法人および一般社団法人、非営利型一般社団法人は、収益事業に対して課税優遇措置が取られているが、それが故に、民間と同じドメインで収益事業を展開していくことは非常に難しい。株式会社のような資金調達力を持たないNPO法人および一般社団法人、非営利型一般社団法人では、民間と同じ事業ドメインでの競争となると歯が立たない。ここに、社会的課題解決のために有効な資金を流すことができない社会構造的問題がある。優遇措置を得られることを理由にNPO法人や一般社団法人・非営利型一般社団法人の法人格を選択すると、逆に収益事業の拡大を削ぐというジレンマも発生する。非営利型株式会社は、課税優遇を受けることはできないが、株式会社のもつ資金調達力やブランディングの自由度を優先して運営することができる。
会社の主体
会社の主体について、非営利型株式会社は株主である。NPO法人は会員、一般社団法人、非営利型一般社団法人は社員となる。しかし、非営利型株式会社の株主は、上記の通り、配当を得ることができない。そのため、株主の過度な利潤追求は、非営利型株式会社の経営者には発生しにくく、社会的課題解決のために、民間の手法で経営することができる。会社の主体を会員、社員とするNPO法人、一般社団法人、非営利型一般社団法人は、全ての合意形成を多くの人数で、公益的に進めていくが、合意形成に時間がかかり、保守的な意思決定に流れやすい性質を持っている。非営利型株式会社は、良質な株主のもと、社会起業家のリーダーシップを発揮しやすい環境が整いやすい。
資金調達
資金の調達について、非営利型株式会社は、発起人の自己資金、金融機関等からの借入れ、投資家の出資などを通じて行うことができる。投資家にとっては、無配当会社への出資は、リターンの期待ができないが、会社が育ち、保有する株式の価値が上がると、その株式を売却することでリターンが期待できる。そのように投資家の間で資金の流れを生むことができるのも、株式会社の大きなメリットである。NPO法人、一般社団法人、非営利型一般社団法人は、主に寄附金や会費により資金を調達し、不足分に対して助成金を活用するが、助成金とは、あくまで成長するまでの育成支援のための資金である。不足分を補うための助成金という制度では、新規に成長するための投資資金としての活用がしにくく、この点も、持続性、事業の成長性の観点から非営利型株式会社の資金調達の利点が大きいと言える。
事業内容
事業内容について、非営利型株式会社は、持続可能性の観点からも、変化に対応しやすいという利点がある。特定領域への社会的課題の解決を目的とするNPO法人、一般社団法人、非営利型一般社団法人は、その社会的課題が解決された段階でその役割を終えてしまうことが多い。社会的課題も、常に変化し続ける時代では、獲得する資金を多様な事業に投資し、弛緩荒廃に対応できる非営利型株式会社の方が持続可能性が高い。
会社の解散
非営利型株式会社が解散した場合（ただし合併または破産によって解散した場合を除く）、残余財産については、株主総会の決議を経て、その全額を支援対象などに寄付することとなっている。

## 将来性
非営利型株式会社は、日本の総合型地域スポーツクラブや地域コミュニティーに最適な事業経営モデルと言える。副業、兼業の解禁とともに、地域への関わりの機会を増やすには、極めて有益な制度であり、一般企業に勤めながら、非営利型株式会社で副業、兼業を行うことで、地域への労働力の流入と、大きな発展を期待することができる。

## 関連文献
- 朝比奈直『非営利型株式会社×サラリーマン副業』デザインエッグ社、2018年